# OV-fiets

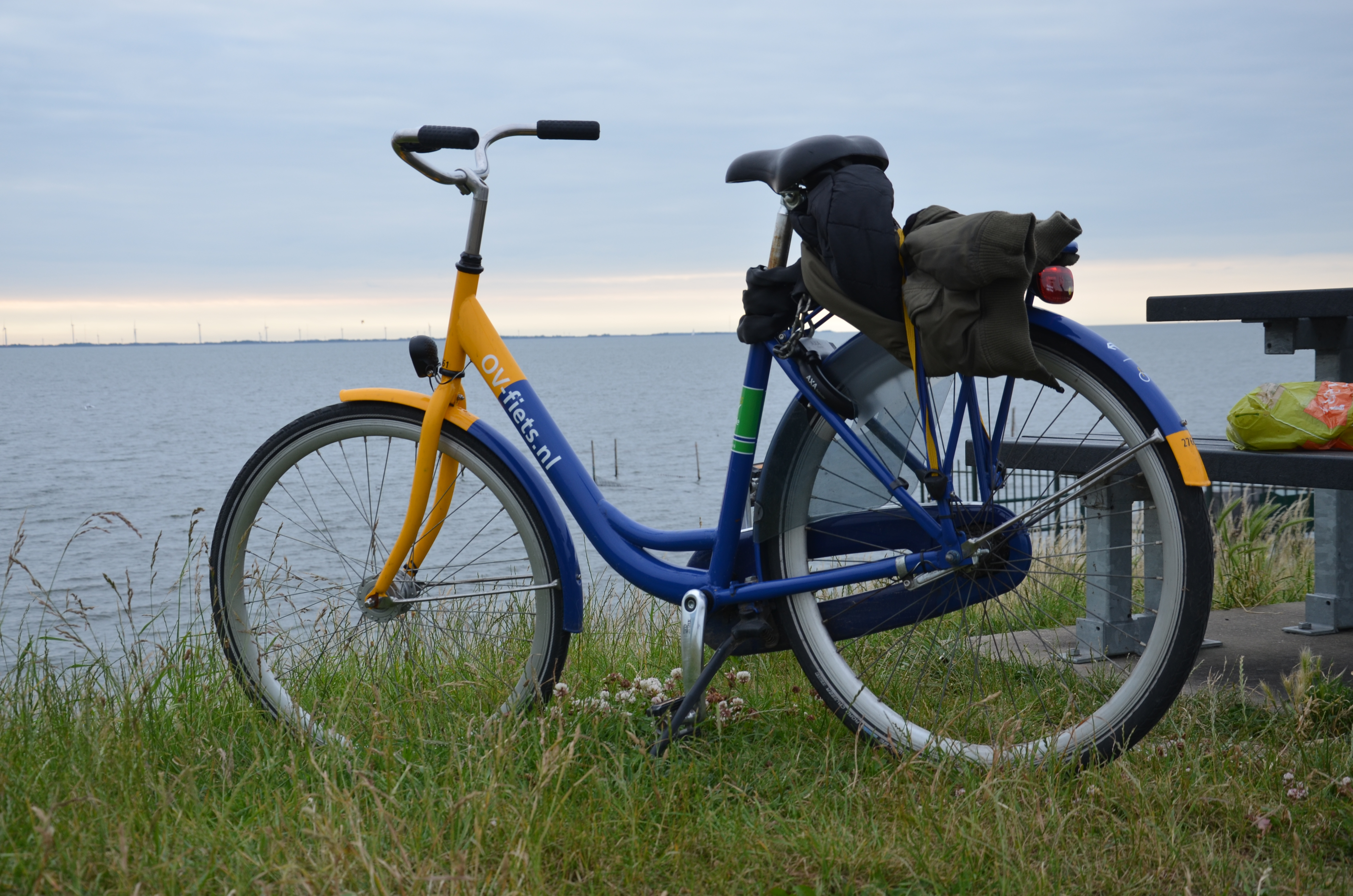
OV-fiets

Die OV-fiets (deutsch „ÖV-Fahrrad“) ist ein Fahrradverleihsystem in den Niederlanden, das von der Eisenbahngesellschaft Nederlandse Spoorwegen betrieben wird. Leihfahrräder sind an Bahnhöfen der Nederlandse Spoorwegen sowie an U-Bahnhöfen von RandstadRail und der Metro Rotterdam landesweit verfügbar.

## Geschichte
Die OV-fiets startete im Jahre 2003 als Projekt der selbständigen Stiftung Stichting OV-fiets. Zum Januar 2008 erfolgte die Übernahme durch die Nederlandse Spoorwegen. Seither wuchs die Zahl der Fahrräder und Nutzer rasant. Im selben Jahr begann der Verleih von sechs Elektrorollern an zwei Den Haager Bahnhöfen. Ab 2009 konnten 40 Scooter an zehn Bahnhöfen, ab 2011 außerdem auch 100 Pedelecs an zehn Stationen gemietet werden. Pläne, auch Segways anzubieten, wurden 2011 wieder aufgegeben. Aufgrund geringer Nachfrage und hoher Betriebskosten nahmen die Nederlandse Spoorwegen die elektrischen Fahrzeuge 2014 aus dem Programm. Nutzer hatten u. a. die mangelnde Verfügbarkeit der E-Fahrzeuge und die zu geringe Endgeschwindigkeit der E-Roller gerügt. Seit 2017 wird die vormalige jährliche Abonnementgebühr von zehn Euro nicht mehr erhoben. Zum Ausgleich stieg die Tagesmietgebühr von € 3,35 auf € 3,85.

## Funktionsweise
Voraussetzung für die Anmeldung eines privaten OV-fiets-Abonnements ist entweder eine persönliche OV-chipkaart, eine NS-Flex-Anmeldung oder ein Utrecht-Region-Pass. Bei der Ausleihe und Rückgabe der OV-fiets weist sich der Abonnent mit dem Chip seiner OV-chipkaart aus. Je angefangenem 24-Stunden-Zeitraum wird bis zur Rückgabe des Fahrrades ein Betrag von € 4,55 berechnet (Stand: 2024) und monatlich vom Bankkonto bzw. der Kreditkarte abgebucht. Die Rückgabe muss spätestens nach 72 Stunden erfolgen. Geschieht dies nicht, stellt NS € 9,15 je weiterem Tag (bis max. 21 Tage) in Rechnung. Die Rückgabe des Fahrrades an einer anderen Fahrradstation (one way) kostet einen Aufpreis von € 10,00. Ein Kunde kann gleichzeitig zwei Fahrräder mieten. Ein OV-fiets-Abonnement kann auch mit deutschem Bankkonto abgeschlossen werden. Jährlich wird ein Überprüfungsbetrag von einem Cent abgebucht.
Die geschäftliche Nutzung der OV-fiets ist mit einer NS-Business Card möglich.

## Standorte

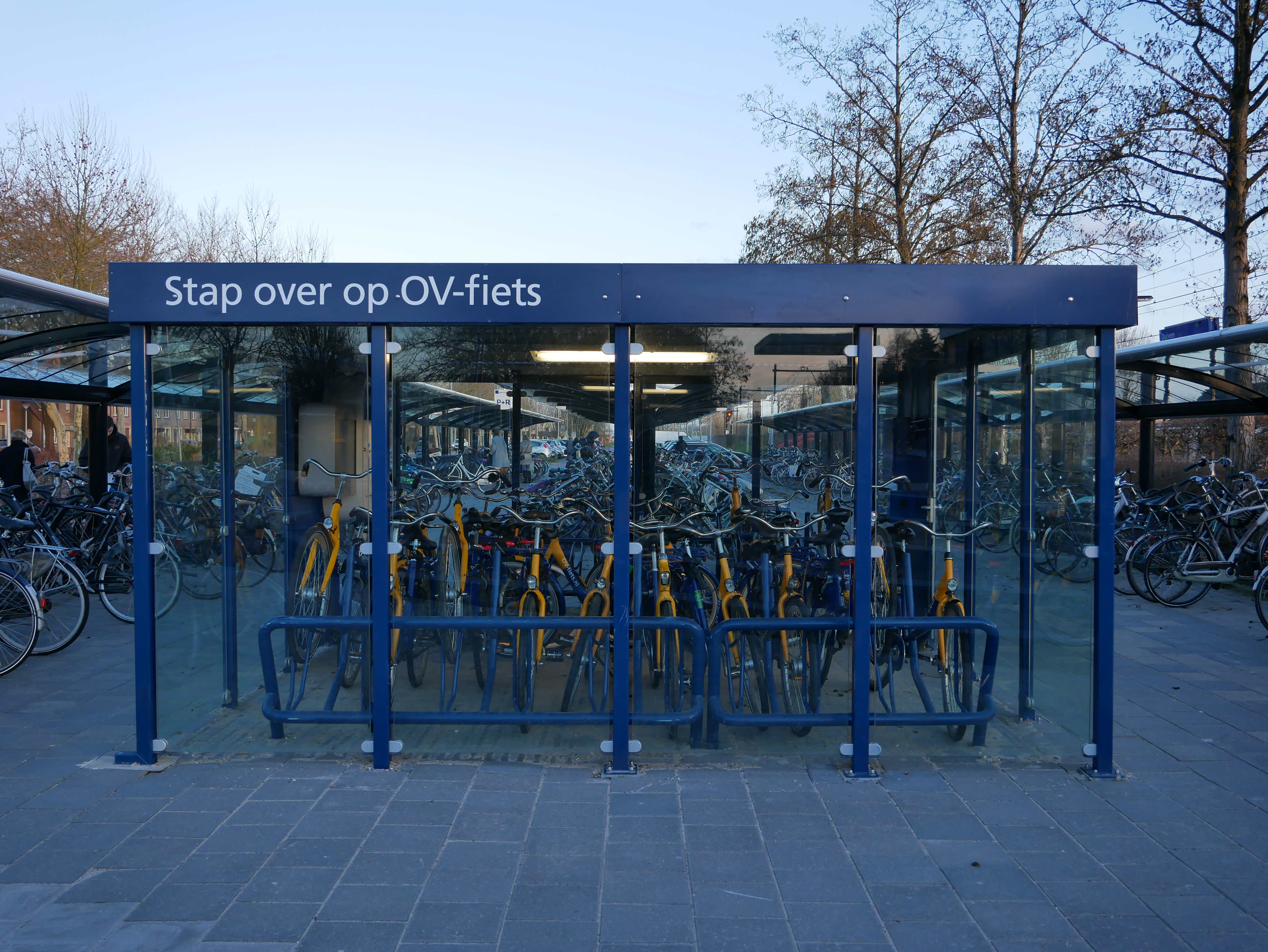
Überdachte Fahrradstation am Bahnhof Duiven

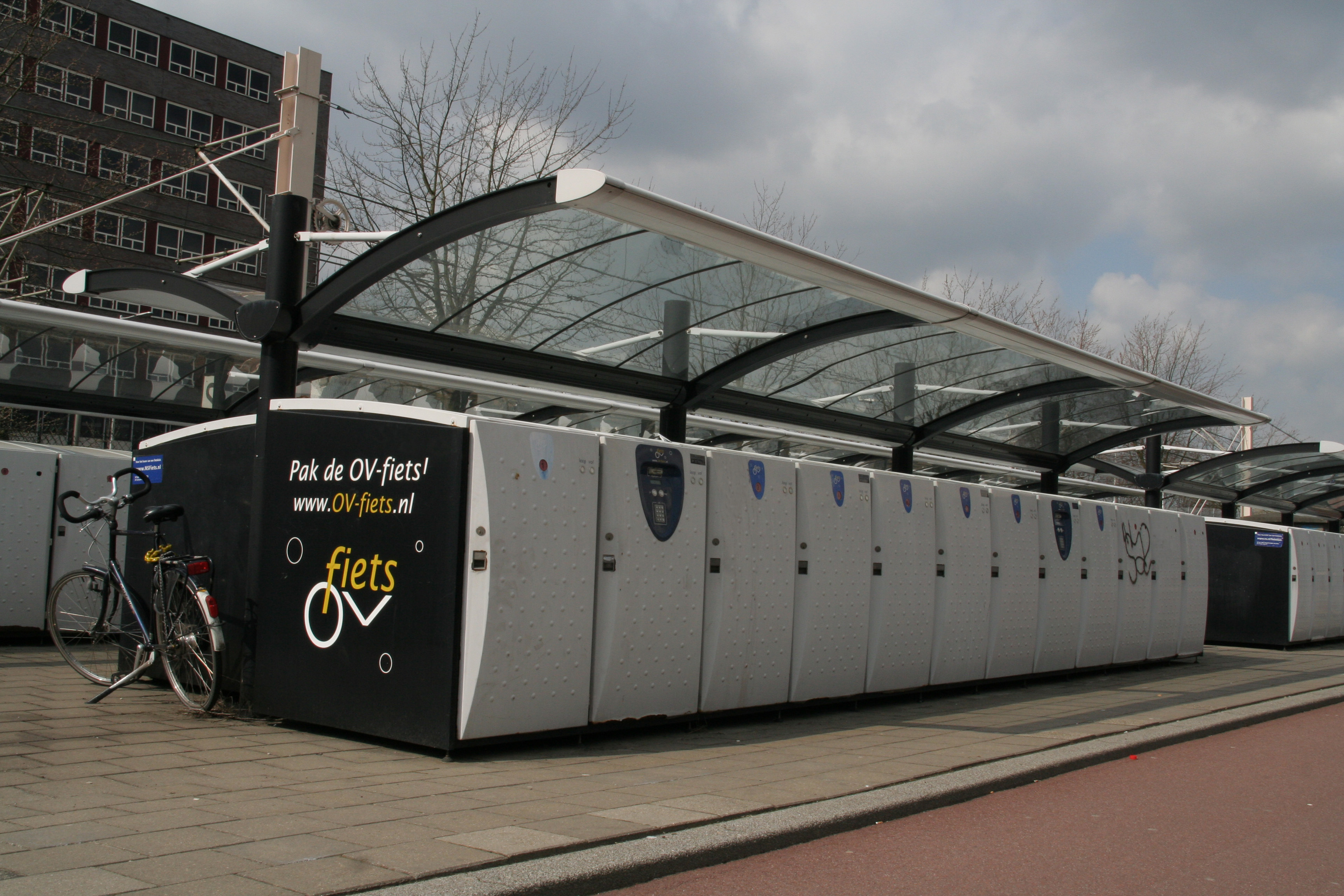
Fahrradboxen für OV-fietsen

OV-fietsen können (Stand: 2018) an etwa 300 Standorten in den Niederlanden gemietet werden, die überwiegend an Bahnhöfen und U-Bahnhöfen zu finden sind. In fahrradaffinen Großstädten wie Utrecht wurden Fahrradstationen auch z. B. an P+R-Parkhäusern oder in Gewerbegebieten eingerichtet. In Utrecht gibt es allein 17 Standorte für die OV-fiets. Nach Ausstattung und Größe können verschiedene Arten der Fahrradstationen unterschieden werden:
- bewachte OV-Fahrradstation
- bewachte SB-OV-Fahrradstation
- OV-Fahrradsafe
- OV-Fahrradkarussell
- OV-Fahrradbox
- OV-Fahrradpunkt

## Entwicklung
Die OV-fiets wurde im Laufe der Jahre ein stetig beliebteres Transportmittel der Niederländer. So nutzten die 500.000 Abonnenten im Jahre 2017 die zur Verfügung stehenden 14.500 Fahrräder für rund 3,2 Millionen Fahrten.
| Jahr | Standorte | Fahrräder | Abonnenten | Fahrten   |
| ---- | --------- | --------- | ---------- | --------- |
| 2004 | 70        | 800       | 11.000     | 100.000   |
| 2005 | 84        | 1300      | 20.000     | 189.000   |
| 2006 | 101       | 2500      | 30.000     | 250.000   |
| 2007 | 140       | 3000      | 43.000     | 335.000   |
| 2008 | 182       |           | 51.000     | 500.000   |
| 2009 | 200       | 4500      | 67.000     | 700.000   |
| 2010 | 220       | 5000      | 85.000     | 800.000   |
| 2011 | 230       | 6000      | 100.000    | 1.000.000 |
| 2012 | 240       |           | 140.000    | 1.200.000 |
| 2013 | 250       |           | 160.000    | 1.400.000 |
| 2014 | 260       | 8500      | 180.000    | 1.500.000 |
| 2015 | 277       |           | 177.000    | 1.900.000 |
| 2016 | 290       |           | 200.000    | 2.400.000 |
| 2017 | 300       | 14.500    | 500.000    | 3.100.000 |
| 2018 | 300       | 20.500    | 700.000    | 4.200.000 |
| 2019 | 300       | 20.500    | 890.000    | 5.300.000 |
| 2020 | 305       | 21.700    |            | 3.100.000 |
| 2021 | 295       | 22.000    |            | 3.400.000 |
| 2022 | 291       | 21.500    |            | 5.400.000 |
| 2023 | 288       | 22.500    |            | 5.900.000 |
| 2024 | 282       | 22.000    |            | 5.900.000 |

## Kritik
Bei allem Erfolg gibt es auch Kritik. Nutzer bemängeln, dass keine Reservierung möglich ist, so dass schlimmstenfalls bei Erreichen der Fahrradstation kein Mietfahrrad zur Verfügung steht. Auch die Ausstattung der OV-fietsen wird wegen der fehlenden Gangschaltung und der fehlenden Handbremse kritisiert. 

## Fahrzeuge
Bei den als OV-fiets eingesetzten Fahrrädern handelt es sich um Spezialanfertigungen des niederländischen Lieferanten Bikes2Go, die auf Robustheit hin optimiert sind, um Wartungsaufwand, Vandalismusschäden und Teilediebstahl zu minimieren. Die Luftreifen sind pannensicher ausgeführt, der Frontscheinwerfer ist in den Alurahmen integriert, ein Nabendynamo liefert Strom. Mangels zweier voneinander unabhängiger Bremsen (nur Rücktrittbremse, keine Handbremse) wäre die OV-fiets in Deutschland nicht zugelassen. Ohne Berücksichtigung der lokalen Topographie stehen nur Fahrräder ohne Gangschaltung zur Verfügung. Eine Rahmenform ohne Querstange in Einheitsgröße muss für alle Nutzer passen. Der Sattel ist unkompliziert höhenverstellbar. Ältere Fahrräder wurden nach vier Jahren runderneuert, um die Nachhaltigkeit des Konzepts zu betonen.

OV-fiets Modelle
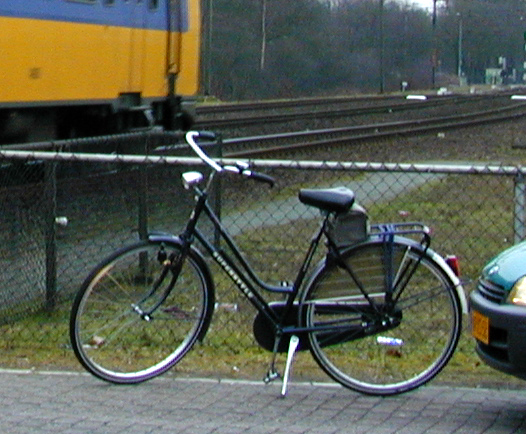
Erstes Modell
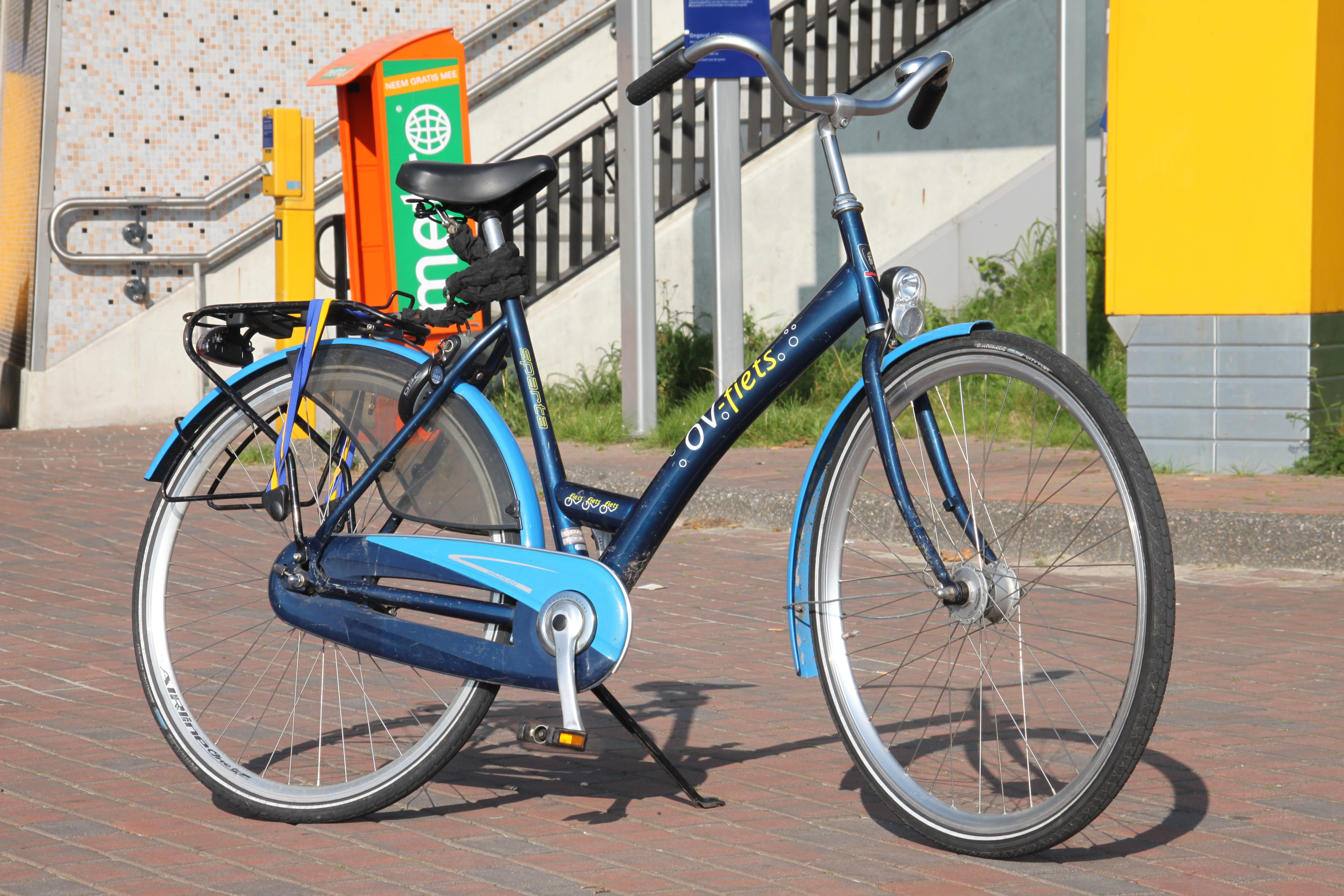
Zweites Modell
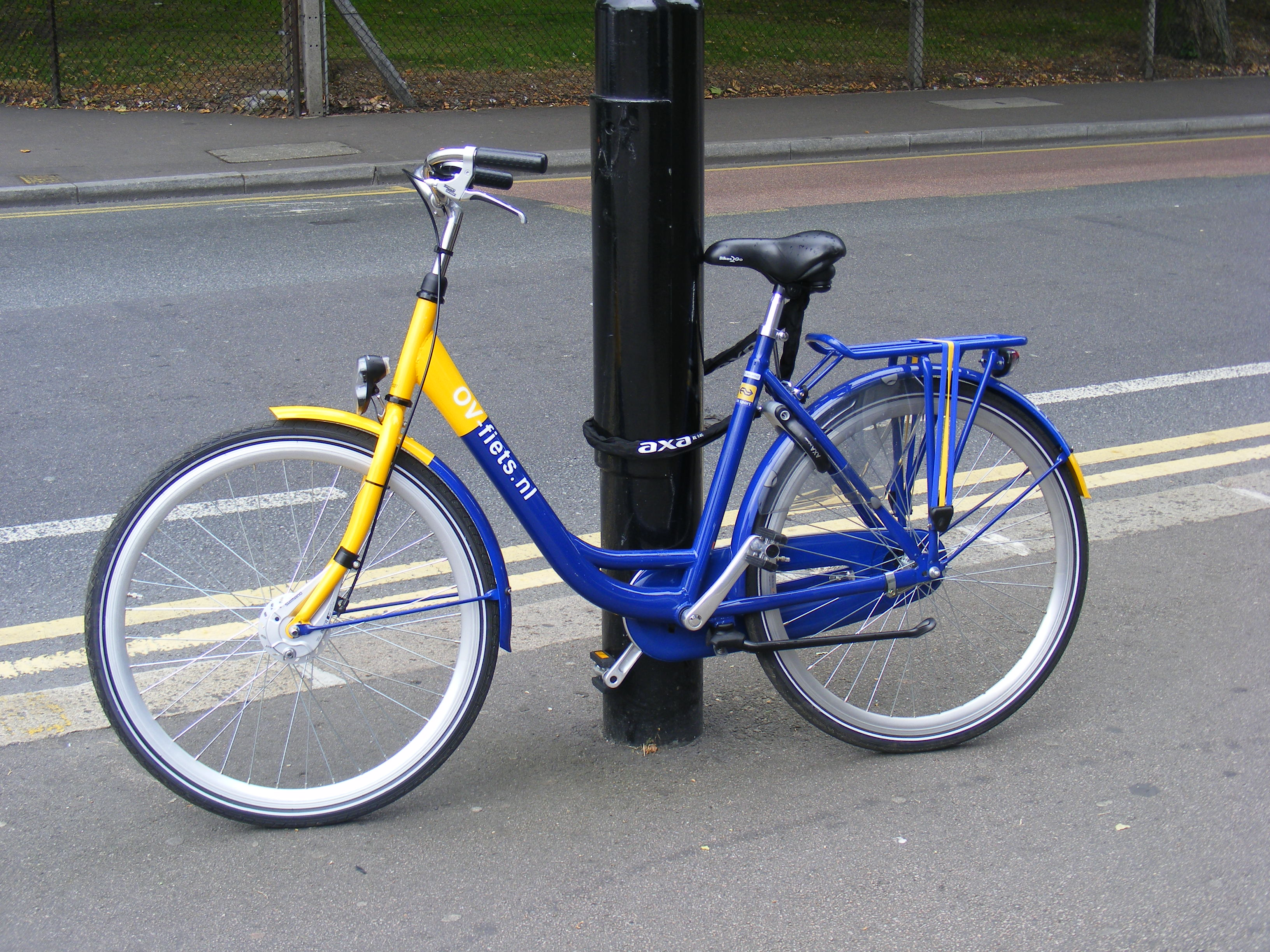
Modell 2008 bis 2016
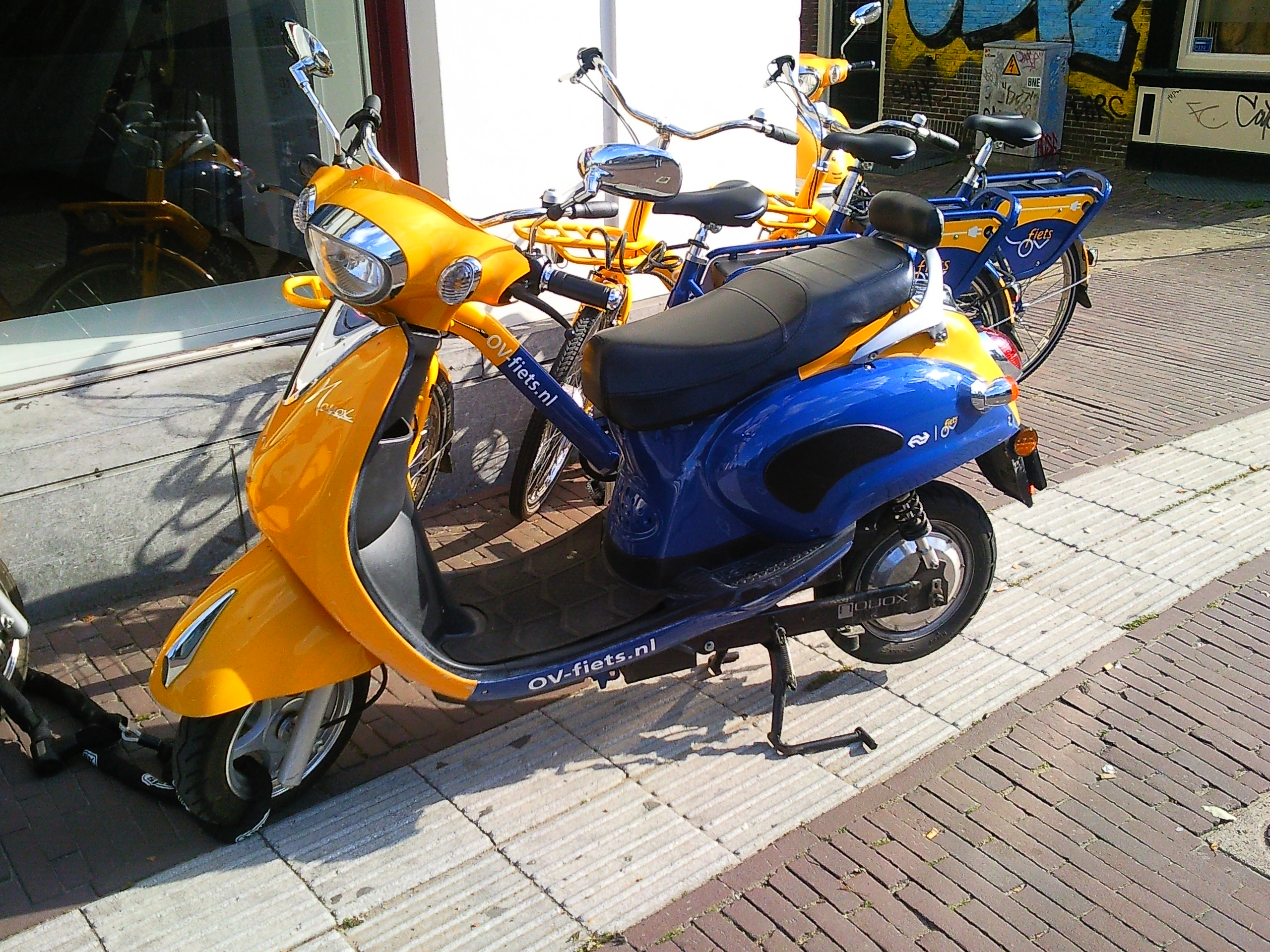
E-Roller (2008 bis 2014)
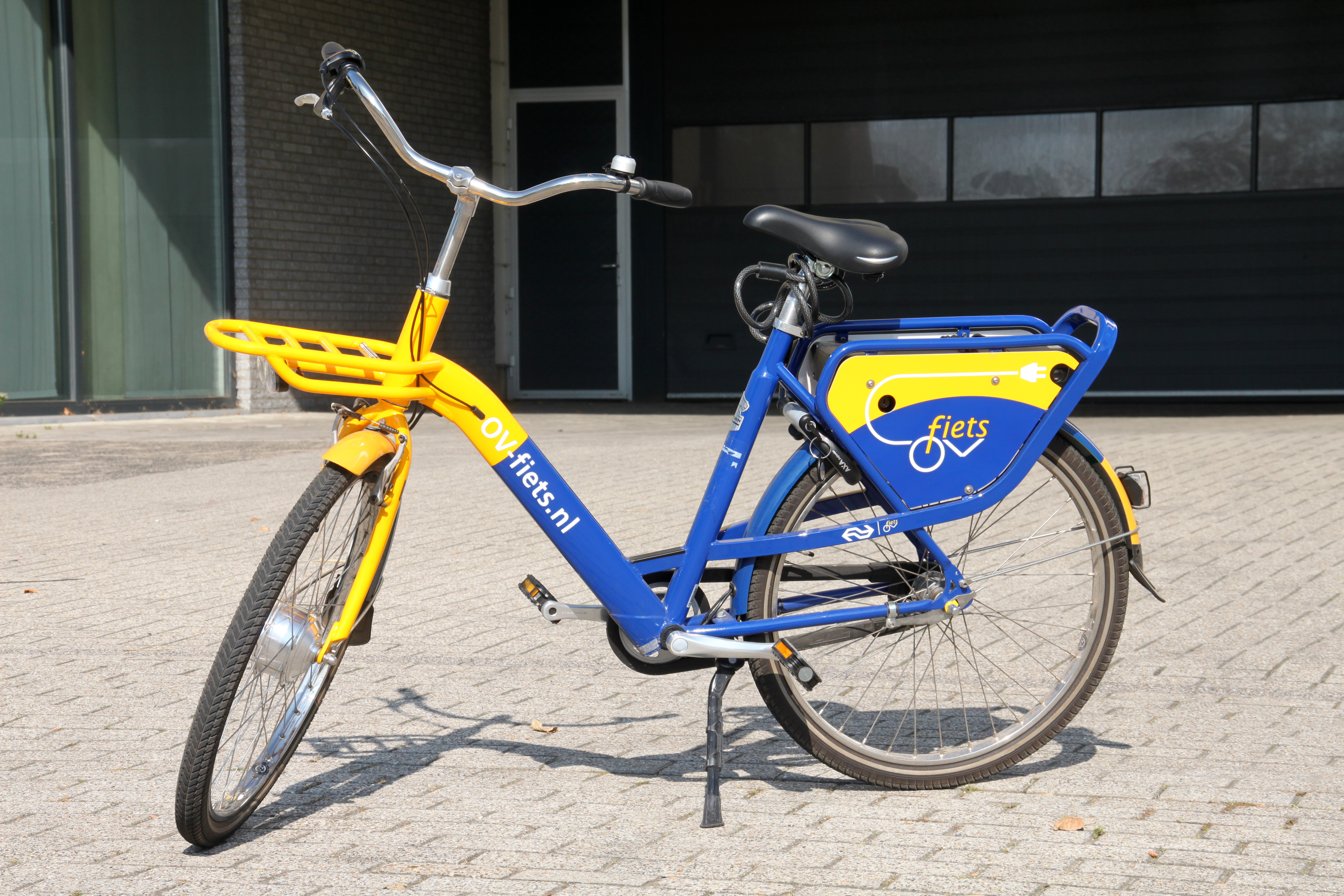
E-Bike (2009 bis 2014)
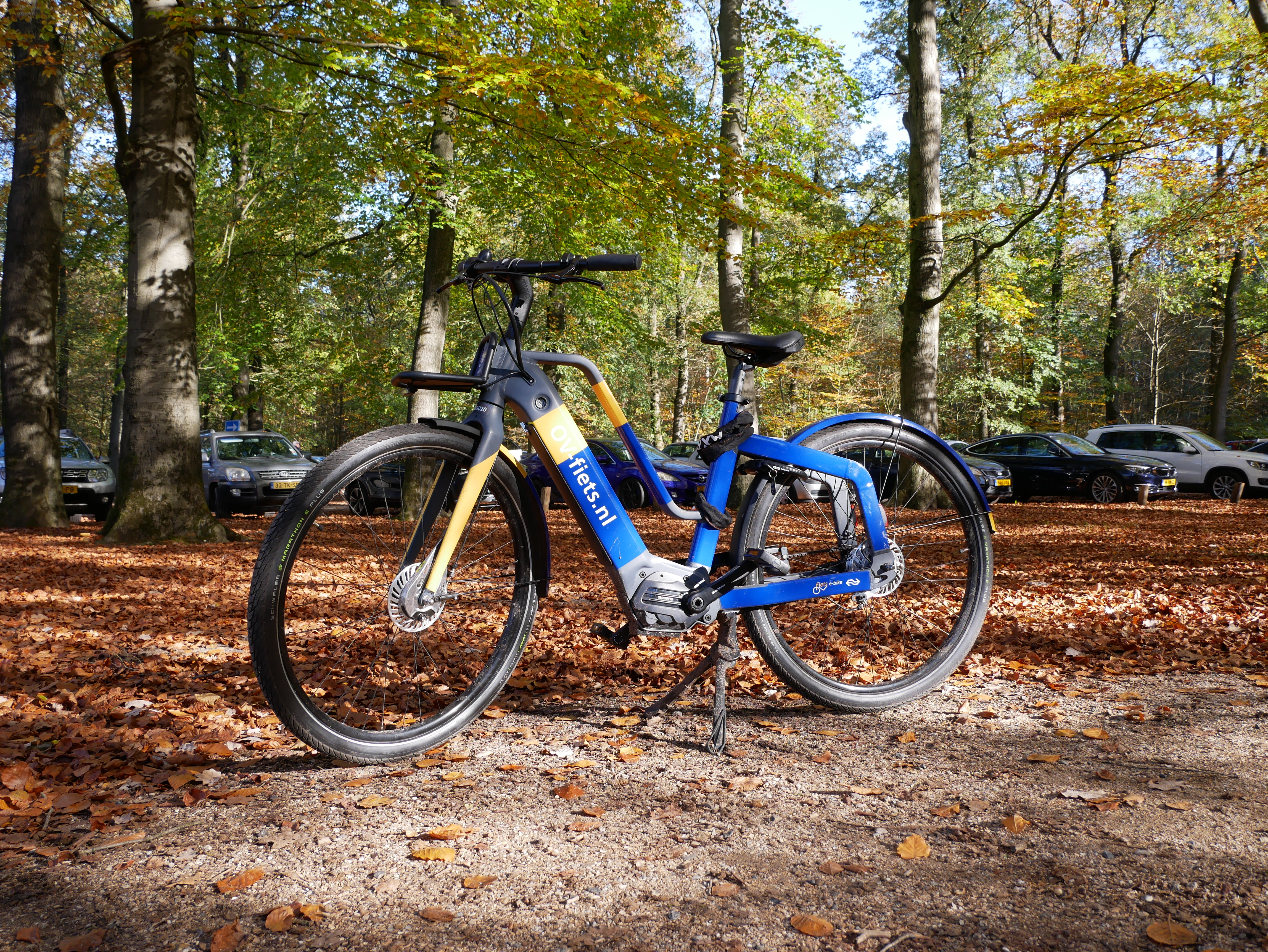
OV-ebike (seit 2022)